# Touka-Korno
Pour les articles homonymes, voir Touka (homonymie).
Touka-Korno est une localité située dans le département de Dori de la province de Séno dans la région Sahel au Burkina Faso.